# Parafia Najświętszej Maryi Panny Wspomożenia Wiernych w Rumi
Parafia pw. NMP Wspomożenia Wiernych w Rumi – wchodzi w skład dekanatu Reda archidiecezji gdańskiej. Została erygowana 1 maja 1957 r. Parafią opiekują się księża salezjanie. W 2013 parafialny kościół został ustanowiony sanktuarium.

## Zobacz też

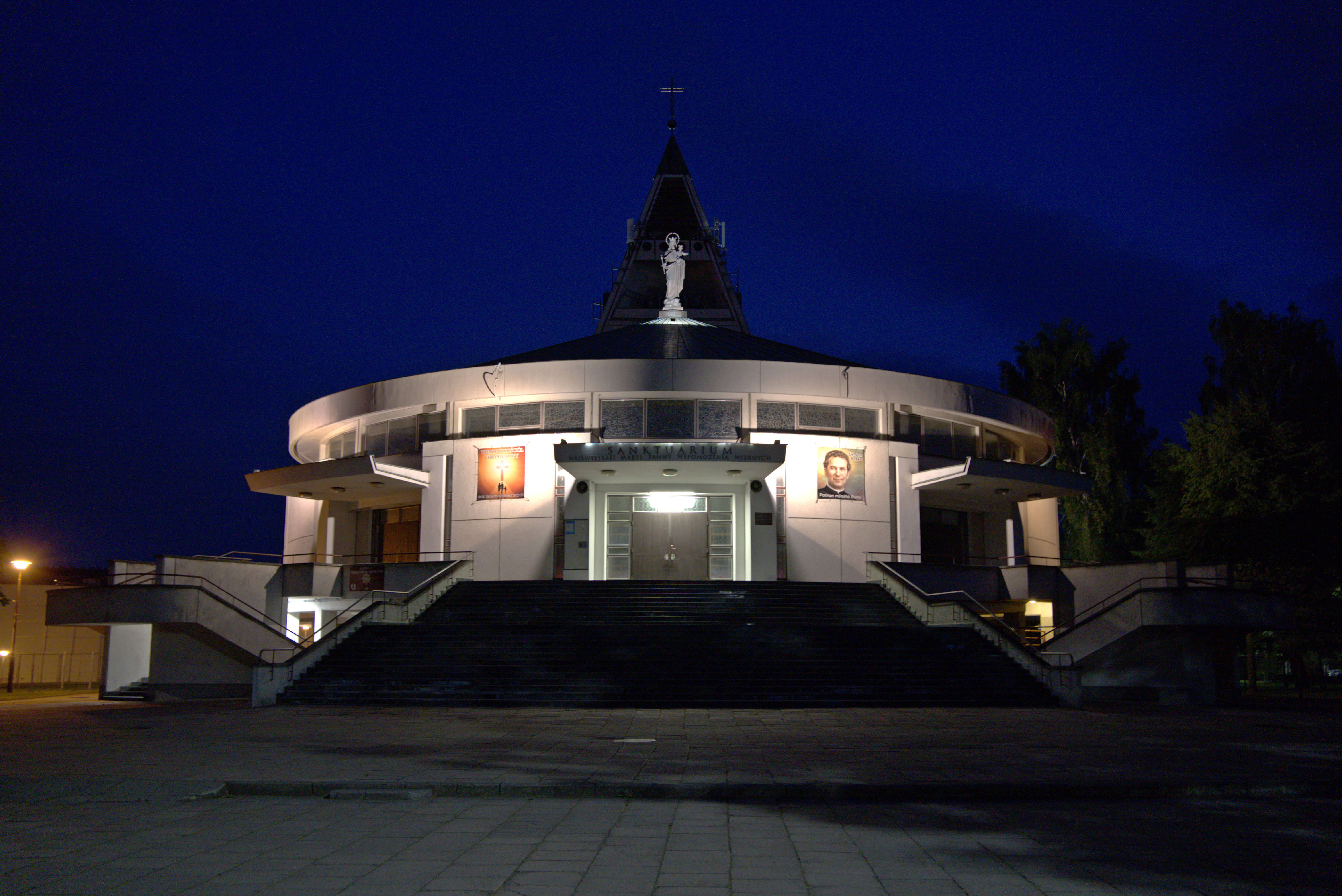
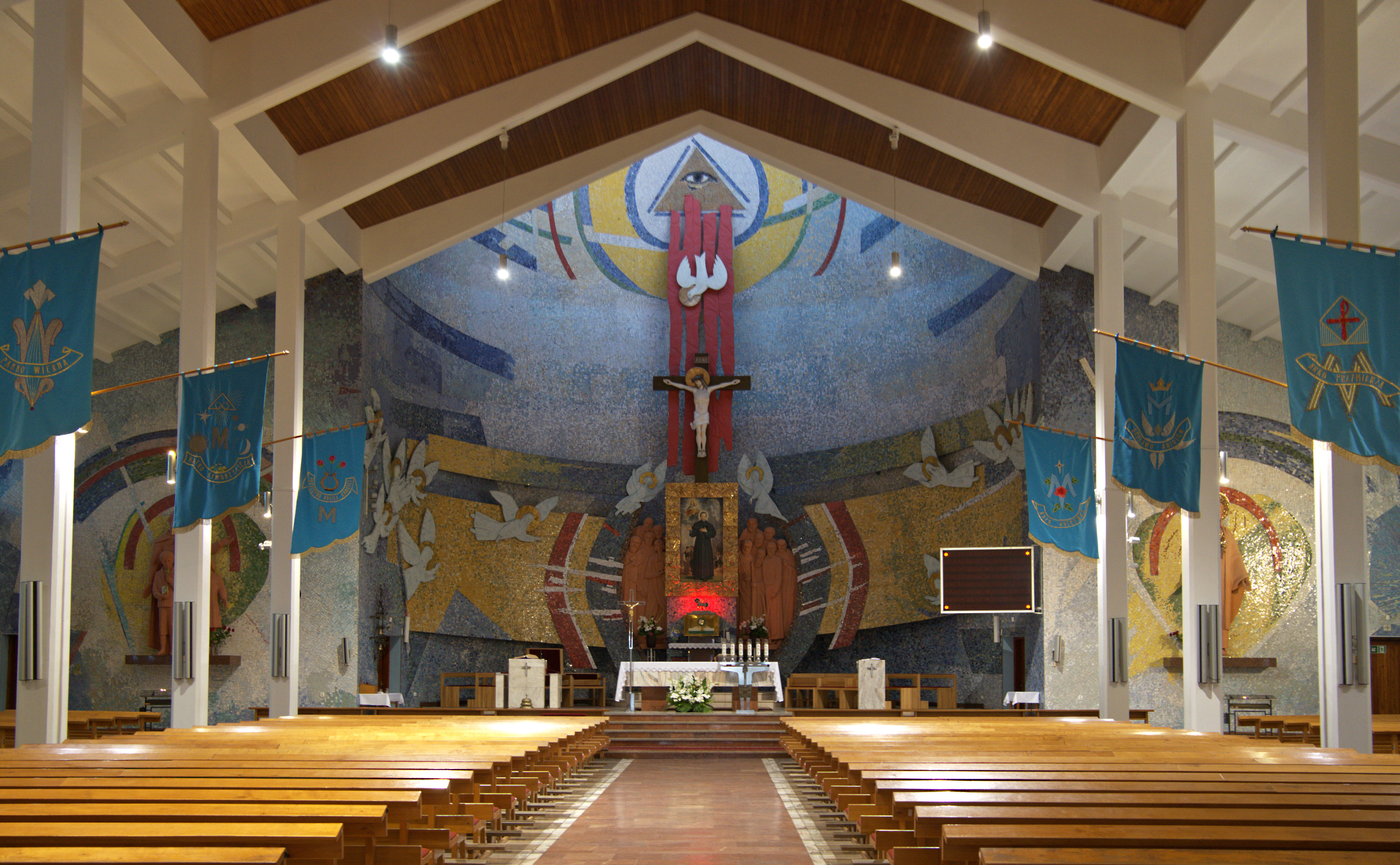